# گندلاور
گندلاور، روستایی از توابع بخش مرکزی شهرستان سیاهکل در استان گیلان ایران است.

## جمعیت
این روستا در دهستان خرارود قرار دارد و براساس سرشماری مرکز آمار ایران در سال ۱۳۸۵، جمعیت آن ۷۳ نفر (۱۸خانوار) بوده‌است.